# Kulturna dediščina
Kulturna dediščina so dobrine podedovane iz preteklosti, ki jih skupnost opredeli kot odsev in izraz svojih vrednot, identitet, verskih in drugih prepričanj, znanj in tradicij.. Unescova Konvencija o varstvu svetovne in naravne dediščine razvršča kulturno dediščino v tri skupine in sicer spomenike (arhitekturna, kiparska in slikarska dela, predmete arheološke narave, napise, jame in votline ter druge pojave, ki imajo izjemno univerzalno vrednost na podlagi zgodovinskih, umetniških ali znanstvenih vrednot), skupine stavb in krajino.
Kulturno dediščino je treba razlikovati od širšega pojma kulturna dobrina. Kulturna dobrina lahko vključuje sodobna umetniška dela in druge nematerialne dobrine kot so sodobne slike in skulpture, ki jih je zaradi njihove vrednosti treba zaščititi.